# Piecki-Migowo
Piecki-Migowo (in tedesco: Pietzkendorf-Müggau) è una frazione di Danzica, situata nella parte centro-occidentale della città.